# Mola hidatiforme

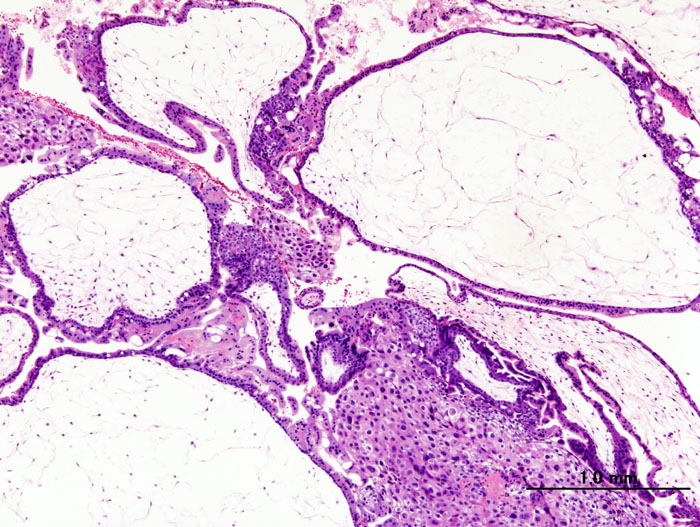
Histopatologia de la Mola hidatiforme

La mola hidatiforme, coneguda també com a embaràs molar, és un trastorn de l'embaràs que consisteix en un creixement anormal de teixit dins de l'úter. No hi ha presència d'embrió a l'interior sinó d'una massa no viable.
Aquest trastorn forma part de la malaltia trofoblàstica gestacional (MTE). És un terme utilitzat per a un grup de tumors relacionats amb l'embaràs. Aquests tumors són rars, i apareixen quan les cèl·lules de l'úter comencen a proliferar sense control. Les cèl·lules que formen tumors trofoblàstics gestacionals es denominen trofoblasts i provenen de teixits que creixen per formar la placenta durant l'embaràs.

## Epidemiologia
Aquest trastorn representa, aproximadament, el 80% de les alteracions compreses dins la malaltia trofoblàstica gestacional. La seva incidència és del 3 de cada 10000 embarassos mola parcial i entre 1-3 d'entre 1000 mola complerta.

## Factors de risc
Els factors de risc més rellevants en aquest cas són l'edat materna avançada i antecedents d'embaràs molar. S'han esmentat altres factors de risc però no s'ha demostrat científicament la seva relació amb l'embaràs molar. Algunes d'ells són avortaments previs i grups sanguinis.

## Tipus
La mola hidatiforme es classifica en dos tipus:
- Parcial: Fa referència a l'estat en el qual la placenta és anormal i hi ha un lleuger creixement fetal.
- Complerta: Consisteix en placenta anormal i no creixement fetal.

## Manifestació clínica
Aquesta alteració desencadena l'aparició de diferents signes i símptomes en el primer trimestre de l'embaràs. El símptoma més freqüent és la metrorràgia, és a dir, el sagnat vaginal que es produeix fora de la menstruació.
Altres signes i símptomes són els avortaments en el primer trimestre de l'embaràs, dolor pelvià, suprapúbic, anèmia, preeclàmpsia de debut, hiperemesi, hipotiroïdisme…

## Diagnòstic
Aquesta alteració de l'embaràs es pot diagnosticar per dues vies: la clínica, l'ecografia i l'anàlisi de sang.Si la prova d'embaràs és positiva però no es detecten moviments fetals ni batec cardíac i a més a més l'úter té una dimensió més gran que la normal pot indicar la presència de mola hidatiforme. L'ecografia permet comprovar si es tracta d'una mola hidatiforme. També, es pot fer una anàlisi de sang per detectar els nivells d'hormona gonadotropina coriònica humana, en cas de mola hidatiforme, els nivells d'aquesta hormona són més elevats.

## Tractament
El tractament de la mola hidatiforme consisteix en la cirurgia. Aquesta cirurgia es fa mitjançant la dilatació i raspat amb aspiració de l'úter. Després de la cirurgia es fa control analític per detectar els nivells de l'hormona gonadotropina coriònica humana. Si els nivells són normals i han disminuït no cal fer més tractament al respecte.
A vegades, es pot desenvolupar un coriocarcinoma que és un tipus de càncer molt agressiu de la placenta. Aquest tipus de càncer té una incidència d'entre el 2-3% del total de casos. Això, doncs, si els nivells no han baixat caldrà fer una Radiografia i un TAC per detectar aquest càncer. En el cas positiu, caldrà fer tractament amb quimioteràpia.
Generalment, s'aconsella que les dones esperin entre 6 mesos i 1 any per tornar-se a quedar embarassades.